# 強羅ホテル
強羅ホテル（ごうらホテル）とは、かつて神奈川県足柄下郡箱根町の強羅温泉にあったホテルである。箱根登山鉄道（現・小田急箱根）強羅駅前にあり、交通至便な立地であった。

## 沿革
1937年（昭和12年）5月、建設に着手され、1938年（昭和13年）7月に竣工し、神奈川県足柄下郡宮城野村字強羅1300にて開業。
第二次世界大戦中（太平洋戦争）の1942年（昭和17年）に東京急行電鉄（現・東急）が買収し、戦争末期の1944年（昭和19年）秋にはソ連大使館が疎開していた。
1945年（昭和20年）、国際商事（現国際興業）が東急より買い取り、同社のホテル事業の先鞭となった。
1951年（昭和26年）1月29日に政府登録国際観光旅館となるが、後の改造工事の結果により、1952年（昭和27年）6月9日に登録を取り消される。
1952年（昭和27年）12月15日に政府登録国際観光旅館に再登録する。
1953年（昭和28年）3月6日に外国通貨両替業を開始する。

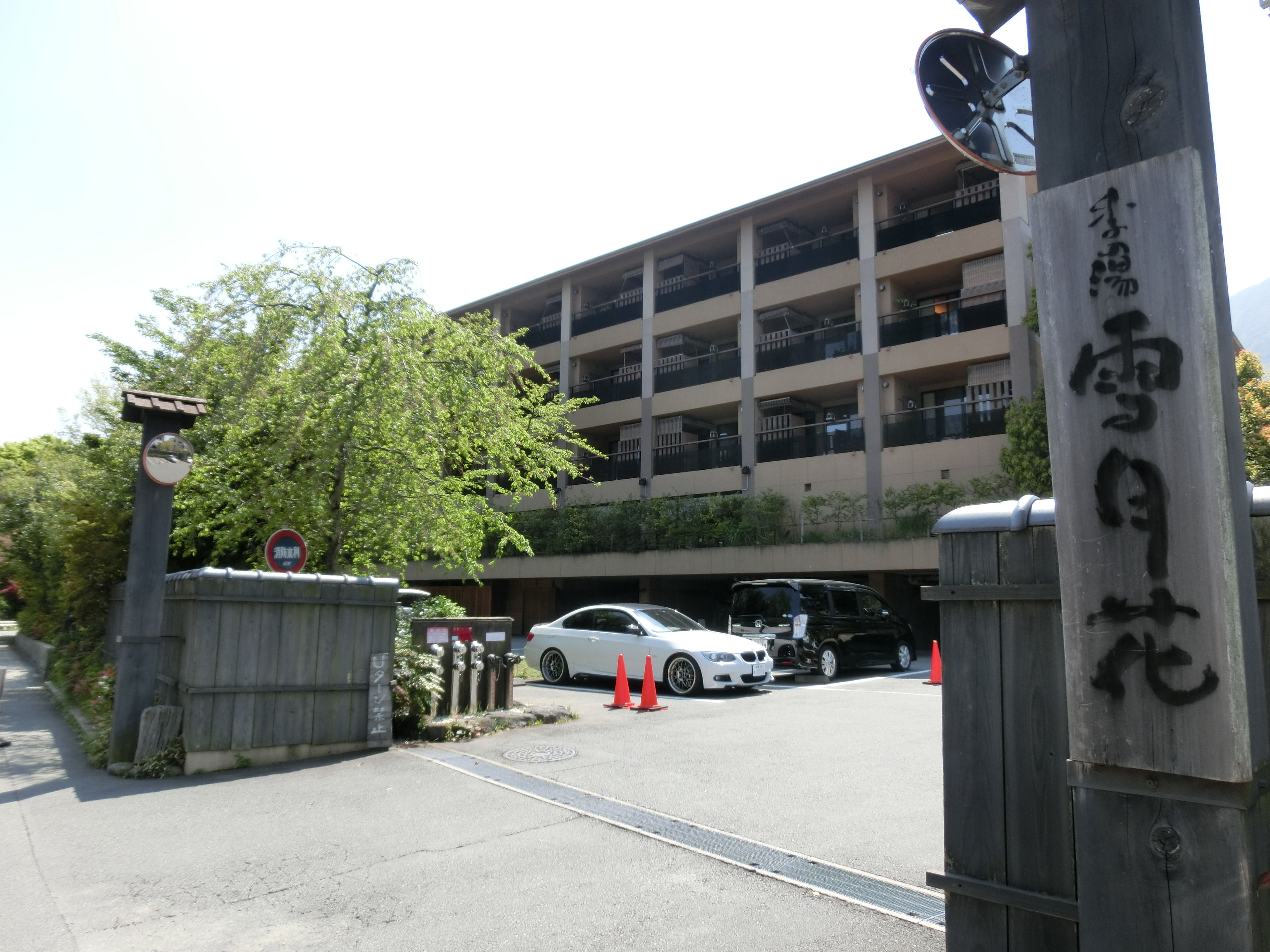
跡地に建つホテル「季の湯 雪月花」

1985年（昭和60年）以降は運営が国際興業からグループの富士屋ホテルに委託されていた。しかし、老朽化が進み、1998年（平成10年）3月に営業を終了、廃業した。跡地はアーバンコーポレイショングループが取得し、2006年（平成18年）に新たなホテル「季の湯 雪月花」をオープンしている。
なお、現存する箱根強羅ホテルは紀鉄ホテルが経営しており、関係はない。

## 建築概要
土浦亀城設計の建物は、バウハウスの流れをくむモダニズムを取り入れた斬新なデザインであった。竣工当初の規模・構造は地下1階、地上4階建て、屋階ならびに塔屋付の鉄筋コンクリート構造で一部木造も併用され、その施工は大倉土木（現・大成建設）であった。

## エピソード
国際興業創業者の小佐野賢治が当ホテルの買収交渉にあたり、当時のホテルオーナーで東京急行電鉄総帥であった五島慶太に認められ、人脈を得たとされている。その縁で後に国際興業は東京急行電鉄からバス事業を譲り受けている（現在の国際興業バス）。
太平洋戦争末期には、ソ連大使館が疎開していた時期があった。当時ソ連を通じた終戦交渉を模索していた東郷茂徳外相の意を受け、広田弘毅元首相がヤコフ・マリク大使と数度にわたって接触したことが知られている。また、井上ひさしがその時代を舞台にした戯曲「箱根強羅ホテル」を執筆している。